# Lamuré Latour
Lamuré Carlo Adolf Latour (Paramaribo, 1953) is een Surinaams militair, jurist en politicus.
Hij is in Nederland tot 1977 opgeleid tot officier, was directeur van de gevangenis Santo Boma en in maart 2008 werd hij beëdigd als advocaat met intussen een eigen praktijk. Daarnaast was hij in die tijd ook fitness-instructeur bij Lamie’s Sporting Club (Lammy’s Gym) dat door hem rond 1980 opgezet is. Ook is hij actief lid van het Surinaams Olympisch Comite (SOC).
Na de door de NDP gewonnen verkiezingen van mei 2010 werd hij door die partij kandidaat gesteld om minister van Defensie te worden en als zodanig is hij op 12 augustus van dat jaar beëdigd. Een dag later werden de meeste andere ministers beëdigd maar omdat nog niet bepaald was wie de minister van Justitie en Politie zou worden, werd Latour tijdelijk tevens waarnemend minister van dat ministerie. Twee weken later, op 26 augustus, werd Martin Misiedjan beëdigd als minister van Justitie en Politie.
Latour is getrouwd; het echtpaar heeft vier kinderen.